# Стамфорд
Вижте пояснителната страница за други значения на Стамфорд.
Стамфорд (на английски: Stamford) е град в окръг Феърфилд, щата Кънектикът, Съединени американски щати. Разположен е на брега на протока Лонг Айлънд, на 50 km североизточно от центъра на Ню Йорк. Населението му е около 122 643 души (2010).
Стамфорд е основан през 1640 г., когато капитан Търнър от колонията Ню Хейвън закупува земята на мястото на града от местния вожд Понус. През 18 век жителите на градчето се занимават главно с търговия по море, възползвайки се от близостта на Ню Йорк. От края на 19 век жители на Ню Йорк започват да строят летни вили по крайбрежието, а по-късно започват да се преместват за постоянно, придвижвайки се до града с влакове. Стамфорд се разраства през втората половина на 20. век, главно за сметка на преместването на жители и работни места от Ню Йорк. Градът е седалище на някои големи компании, като Starwood Hotels and Resorts Worldwide и Purdue Pharma, произвеждаща популярния оксиконтин, а средните доходи са относително високи. В Стамфорд се намира централата на WWE.

## Известни личности
Родени в Стамфорд
- Чък Арнолд (1926 – 1997), автомобилен състезател
- Кристофър Лойд (р. 1938), актьор
- Хари Харисън (1925 – 2012), писател

Починали в Стамфорд
- Максуел Андерсън (1888 – 1959), писател
- Яков Американски (1911 – 2005), духовник